# La guerra di Troia non si farà
La guerra di Troia non si farà (La guerre de Troie n'aura pas lieu) è un dramma di Jean Giraudoux, composto nel 1935 e messo in scena il 21 novembre dello stesso anno al Théâtre de l'Athénée di Parigi da Louis Jouvet.
In esso si cerca di decifrare le motivazioni fratricide della prima guerra mondiale e vi vengono sottolineati il cinismo e le manipolazioni dei politici. Il dramma mette in luce il pacifismo di Giraudoux che aveva combattuto durante la prima guerra mondiale in Francia e sui Dardanelli, così come la sua lucidità di fronte alle «due sciocchezze, quella degli uomini e quella degli elementi» (I,1).

## Trama
La vigilia dell'inizio della guerra di Troia, Ettore tenta disperatamente di evitare il conflitto e cerca di convincere il fratello Paride a riconsegnare Elena a Menelao. Tuttavia, il poeta Demodoco convince gli altri troiani a rifiutare i consigli di Ettore, ritenendo che Elena garantirà loro la gloria. La demagogia di Demodoco ha la meglio su di Ettore e sulle sue negoziazioni segrete con Odisseo e la cinica profezia di Cassandra sull'inevitabilità della guerra si dimostra corretta.

## Rappresentazioni
La prima rappresentazione di La guerre de Troie n'aura pas lieu è stata il 21 novembre 1935, per la regia di Louis Jouvet, con Renée Falconetti (Andromaca), Madeleine Ozeray (Elena), Paule Andral (Ecuba), Marie-Hélène Dasté (Cassandra), Andrée Servilanges (la Pace), Odette Stuart, Véra Pharès (la piccola Polissena), Louis Jouvet (Ettore), Pierre Renoir (Ulisse), Romain Bouquet, Robert Bogar (Priamo), José Noguero (Paride), Pierre Morin (Aiace), Auguste Boverio, Maurice Castel, Bernard Lancret (Troilo), Jacques Terry, Alfred Adam.
La prima italiana di La guerra di Troia non si farà è stata il 22 novembre 1944 al Teatro Eliseo di Roma, regia di Guido Salvini, costumi e scene di Aldo Calvo, musiche di scena di Vincenzo Tommasini. Interpreti principali: Andreina Pagnani (Elena), Rina Morelli (Andromaca), Nini Gordini, Gino Cervi (Ettore), Mario Pisu, Lola Braccini, Guglielmo Barnabò, Paolo Stoppa (Demodoco), Luigi Almirante, Carlo Lombardi, Annibale Ninchi (Ulisse).
La pièce fu portata in scena a Broadway tra il 3 ottobre 1955 e il 7 aprile 1956, in cartellone prima al Plymouth Theatre e poi all'Helen Hayes Theatre; l'opera si avvaleva della traduzione in inglese di Christopher Fry, della regia di Harold Clurman e di un cast che annoverava Michael Redgrave (Ettore), Diane Cilento (Elena) e Barbara Jefford (Andromaca). Il dramma fu accolto positivamente dalla critica, vinse il New York Drama Critics' Circle al miglior dramma straniero e fu candidato al Tony Award alla migliore opera teatrale.

## Adattamenti
Ne esiste anche una versione di prosa televisiva, trasmessa dal Secondo programma il 3 gennaio 1968, per la regia di Andrea Camilleri (che avrebbe poi citato l'opera del suo romanzo La rete di protezione) con protagonista Franco Graziosi.

## Edizioni
- Jean Giaudoux, La guerra di Troia non si farà, traduzione di Clara Ferrero, "Il Dramma", n. 2-3, dicembre 1945, pp. 57-80